# بلوط جهان
بلوط جهان، روستایی از توابع بخش مرکزی شهرستان ممسنی در استان فارس ایران است.اين روستا داراى آب و هواى معتدل و كوهستانى است .شغل مردم اين منطقه دامدارى و كشاورزى است و با گويش لرى سخن ميگويند  اين منطقه زمانى پوشيده از درختان كهنسال بلوط بوده است كه به دليل قطع بى رويه  با فاجعه اى عظيم روبه رو شده است به گونه اى كه بخش عظيمى از جمعيت اين روستا مهاجرت كرده اند و تنها شمار اندكى از خانوارها كه عمدتا افراد مسنى هستند در اين روستا ساكن اند .اهالى اين روستا از بازماندگان روستاى بلوط جهانه راشك هستند .

## جمعیت
این روستا در دهستان جاوید ماهوری قرار دارد و براساس سرشماری مرکز آمار ایران در سال ۱۳۸۵، جمعیت آن ۶۹ نفر (۱۸خانوار) بوده‌است.